# Brian To'o

a Compétitions nationales et continentales officielles uniquement.

b Matchs officiels uniquement.
Brian To'o, né le 18 août 1998 à Westmead (Australie), est un joueur de rugby à XIII australien d'origine samoane au poste d'ailier dans les années 2010 et 2020. Il fait ses débuts en National Rugby League en 2019 avec Penrith. Finaliste de la NRL en 2020, il est en revanche l'un des principaux acteurs de leur victoire en 2021. Il est également international samoan et a pris part au State of Origin avec la Nouvelle-Galles du Sud.

## Palmarès
- Collectif :
  - Vainqueur de la National Rugby League : 2021, 2022, 2023 et 2024 (Penrith).
  - Finaliste de la Coupe du monde : 2021 (Samoa).
  - Finaliste de la National Rugby League : 2020 (Penrith).

- Individuel :
  - Elu meilleur ailier de la National Rugby League : 2019 (Penrith).

### En club
| Saison | Club             | Compétition           | Matchs | Points | Essais | Buts | Drop |
| ------ | ---------------- | --------------------- | ------ | ------ | ------ | ---- | ---- |
| 2019   | Penrith Panthers | National Rugby League | 15     | 36     | 9      | -    | -    |
| 2020   | Penrith Panthers | National Rugby League | 16     | 32     | 8      | -    | -    |
| 2021   | Penrith Panthers | National Rugby League | 21     | 60     | 15     | -    | -    |